# Périnatalogie

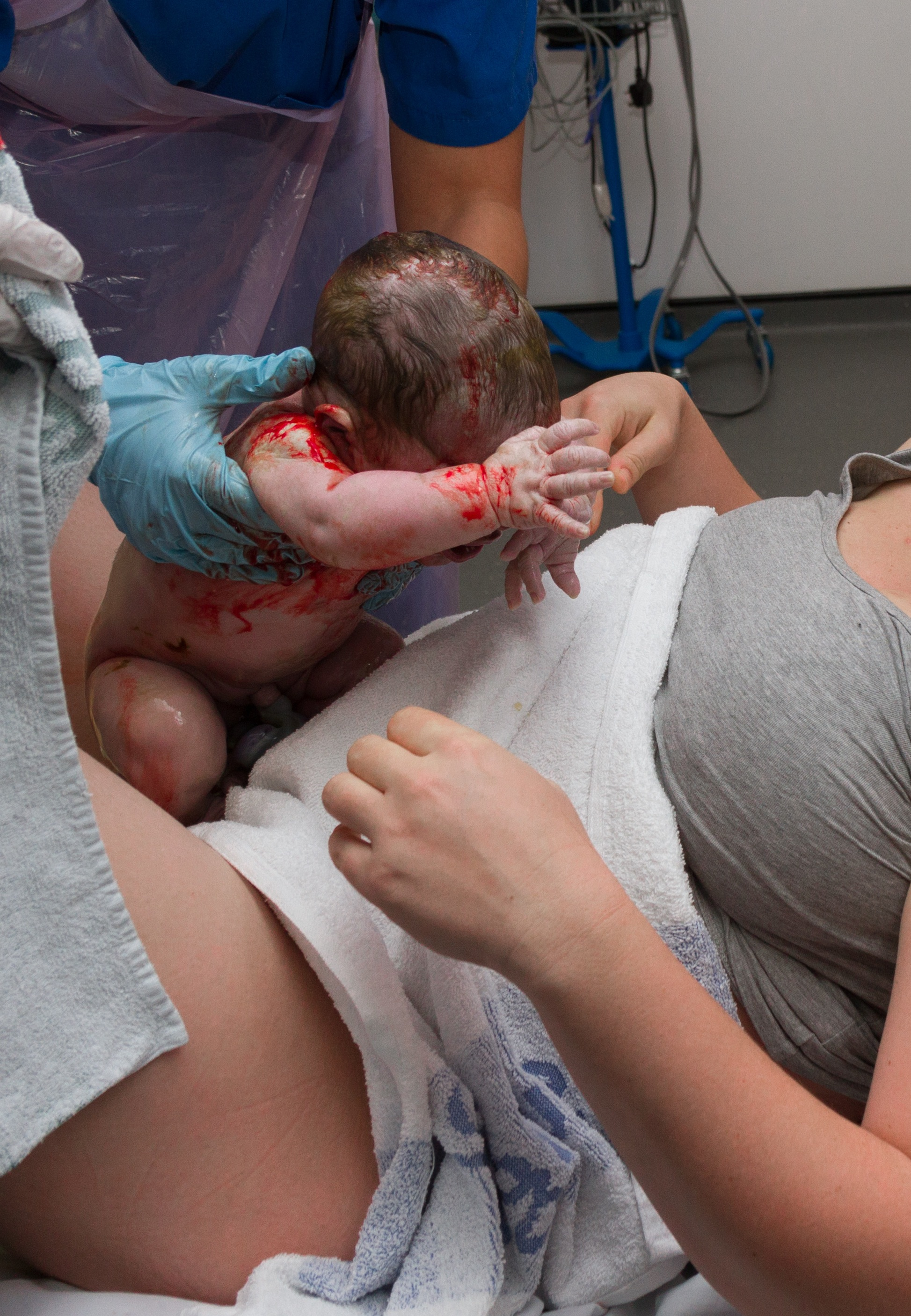
Une naissance.

La périnatalogie ou périnatologie est la science qui s'occupe de périnatalité c'est-à-dire stricto sensu de la période entre la 28e semaine d'aménorrhée et le 8e jour suivant la naissance, du point de vue de la santé et de la survie du fœtus ou du nouveau-né. Elle s'occupe donc de santé maternelle et fœtale.
Par extension, la périnatalogie englobe la néonatalogie, ainsi que les notions de désir d'enfant, de conception, de grossesse, d'accouchement, des choix des parents relatifs à cette naissance, de l'accueil du nouveau-né, de l'allaitement, des premiers liens, des premiers jours et voire des premiers mois avec son bébé.

## Histoire
Le pionnier dans ce domaine est le chercheur et médecin uruguayen Roberto Caldeyro-Barcia.
La périnatalogie est un concept récent : en France le décret du 10 octobre 1998 définit les unités de néonatalogie en trois niveaux.

## Prise en charge en périnatalogie
D’une manière générale, une prise en charge de périnatalogie comprend :
- un suivi de la grossesse et du contexte de l’accouchement,
- une écoute et une information de la part des professionnels de santé,
- une coordination de l’accueil et du suivi, ainsi que le partage de l’information,
- un suivi pré- et post-natal proche du domicile des parents tout en veillant à la complémentarité et la coordination entre les différents acteurs.

Cette prise en charge est pluridisciplinaire :
- obstétricien,
- chirurgien,
- pédiatre,
- radiologue et échographiste,
- sage-femme,
- infirmier
- psychologue, etc.